# 亞赫尼夫卡 (伊萬基夫區)
50°49′0″N 29°38′18″E / 50.81667°N 29.63833°E
亞赫尼夫卡（烏克蘭語：Яхнівка）是位於烏克蘭北部的村莊，由基辅州维什霍罗德区的伊萬基夫市鎮負責管轄。該村始建於1906年，面積1平方公里，海拔高度120米，2001年人口8，人口密度每平方公里8人。